# Мирослав Риканович
Мирослав Риканович (серб. Мирослав Рикановић; нар. 20 січня 1983, Зренянин, Сербія) — сербський футболіст, нападник.

## Життєпис
Вихованець клубу «Младост» (Лукичево), в якому й розпочав дорослу футбольну кар'єру. Потім виступав у нижчолігових клубах «Младост» (Апатин), ЧСК Пивара, «Раднички» (Шид), «Єдинство» (Уб) та «Цемент» (Беочин). У лютому 2007 року підписав контракт за схемою 1+3 з львівськими «Карпатами», проте згодом представники «Карпат» оголосили, що сербського нападника в команді не буде. Натомість він опинився в «Зорі». Дебютував у футболці луганського клубу 15 квітня 2007 року в переможному (2:1) домашньому поєдинку 22-о туру Вищої ліги проти криворізького «Кривбасу». Мирослав вийшов на поле в стартовому складі та відіграв увесь матч. Єдиним голом за першу команду «мужиків» відзначився 5 травня 2007 року на 4-й хвилині переможного (1:0) домашнього поєдинку 25-о туру Вищої ліги проти донецького «Металурга». Риканович вийшов на поле в стартовому складі, на 78-й хвилині отримав жовту картку, а на 83-й хвилині його замінив Владислав Голопьоров. У Вищій лізі у футболці «Зорі» зіграв 8 матчів (1 гол), ще 2 поєдинки (1 гол) провів у першості дублерів. Наприкінці червня 2007 року, по завершенні контракту, залишив луганський клуб.
Влітку 2007 року повернувся до Сербії, де захищав кольори «Слоги» (Кралєво). З 2008 по 2009 рік грав у боснійському «Борац» (Баня-Лука). Потім повернувся до Сербії, де захищав кольори «Пролетера» (Нови-Сад) та «Радничок» (Сомбор). У 2011 році виїхав до Албанії, де підписав контракт з місцевим клубом «Ельбасані». Дебютував у новій команді 26 січня 2011 року в програному (1:3) домашньому поєдинку 17-о туру албанської Суперліги проти тиранського «Динамо». Мирослав вийшов на поле в стартовому складі та відіграв увесь матч. У чемпіонаті Албанії провів 4 поєдинки. У 2011 році переїхав до Боснії і Герцеговини. Відіграв один сезон у вищоліговій «Слозі» (Добой). Наступного сезону перейшов у «Радник» (Бієліна), за який дебютував 18 серпня 2012 року в програному (0:2) виїзному поєдинку 3-о туру Прем'єр-ліги проти «Широкі Брієгу». Ріканович вийшов на поле на 73-й хвилині, замінивши Драган Рістича. У боснійській Прем'єр-лізі зіграв 8 матчів.
У 2013 році повернувся до Сербії, виступав за «Банат». Потім виїхав до Австрії, де виступав у нижчолігових клубах СВ Ройт та СПГ Сільз/Метц.